# شيغيلة سونية
الشيغيلة السونية (بالإنجليزية: Shigella sonnei)‏ هو أحد أنواع البكتيريا التابع لجنس الشيغيلة ضمن شعبة المتقلبات ويضم نمطاً مصلياً واحداً.
الشيغيلة السونية مسؤولة رفقة شيغيلة فلكسنرية عن 90% من داء الشيغيلات، عرف هذا النوع نسبة إلى عالم البكتيريا الدنماركي كارل أولاف سون

## مرادفات
- شيغيلة سيلانية (بالإنجليزية: Shigella ceylonensis)‏
- شيغيلة متغيرة[2] (بالإنجليزية: Shigella dispar)‏